# Амур-батюшка

Издание 1965 года

«Аму́р-ба́тюшка» — роман Николая Павловича Задорнова. Произведение было написано с 1941 по 1946 год. Роман разделен на три книги. Рассказывает о жизни крестьян-переселенцев в 60—70-е годы XIX века в Приамурье, освоении ими земель, отношениях с местным населением.

## Сюжет
В первых двух книгах под общим названием «Амур-батюшка» повествуется о прошлом Приамурья — тяжёлых буднях крестьян-переселенцев (60—70-е годы XIX века): освоении ими дикой природы края, условиях жизни, дружеских взаимоотношениях с коренными народами, без которых новосёлам невозможно было бы прижиться на новом месте.
Третья книга романа, озаглавленная «Золотая лихорадка», продолжает описание процесса освоения территории Приамурья в 1880-1890-х годах крестьянами-переселенцами, которые во второй половине XIX века, гонимые нуждой, отправились с берегов Камы через Сибирь, Забайкалье на Дальний Восток. В третьей части трилогии повествуется о дальнейшей судьбе и формировании характеров героев, успешно преодолевающих трудности и лишения, а также описывается картина преобразования самого Приамурья. 

## Краткое содержание
В 1860-х годах, устав от тяжелой жизни, несколько семей из Пермской губернии отправляются в поисках лучшей жизни на Дальний Восток, в дикие, еще не заселенные русскими людьми, края. После двух лет пути, на левом берегу Амура, где сейчас находится г. Комсомольск-на-Амуре, поселенцы строят деревню и начинают привыкать к новой жизни. Знакомятся с коренными жителями расположенных неподалеку стойбищ. Учатся охотиться, добывать мясо и рыбу, выращивать пшеницу и овощи в не самой плодородной земле. Перенимают опыт от гольдов – коренных жителей Приамурья, и, в свою очередь, делясь своим опытом и обычаями с ними. Знакомятся с Иваном Бердышевым, охотником, живущим рядом, который когда-то здесь обосновался и долгое время живет с гольдкой-шаманкой. Узнают особенности местной торговли, как торговцы из Китая и Маньчжурии спаивают и обманывают гольдов, покупая у них за бесценок пушнину. Знакомятся с жителями других селений на берегах Амура, в том числе и с русскими переселенцами из других губерний. Дети пермяков подрастают, выходят замуж и женятся, деревни потихоньку разрастаются. Через несколько лет к ним направляют попа и между селом Уральским – поселением пермяков – и стойбищем Мылки строят церковь. При ней строят школу для детей, где обучают как русских детей, так и детей гольдов. За несколько лет до этого Иван Бердышев в верховьях реки Горюн находит золото, разрабатывает там прииск и становится богатым торговцев. Жители Уральского находят небольшие запасы золота в протекающей рядом речке Додьга, и, добывая его, обеспечивают себя достатком. 
Прошло несколько лет. В 1980-х годах Егор Кузнецов, заблудившись на протоках в тайге, случайно находит россыпи золота. Не желая утаивать от односельчан месторождение, он рассказывает им о его местонахождении. На прииск отправляются жители Уральского, а затем и жители других сел и стойбищ. Молва быстро разносится по Амуру и на прииск прибывает все больше и больше народу. Чтобы не было между старателями разногласий, воровства, драк, они сами назначают Егора президентом на прииске и устанавливают свои порядки и законы, налаживают доставку продуктов, инструмента, инвентаря и даже домашнего скота. За совершение преступлений назначают наказания. Через некоторое время власти в Николаевске и Хабаровке узнают о незаконной добыче золота, и на Амур отправляется отряд полиции и военных для розыска и разгона старателей.

## Персонажи
село Уральское:
- Кузнецов Егор – главный герой, переселенец из Пермской губернии, справедливый, рассудительный, спокойный, но умеющий за себя постоять мужик.
- Кузнецов Кондрат – отец Егора, с трудом принимает все новое, часто вспоминает прошлую жизнь и сравнивает ее с современной.
- Кузнецова Дарья (Бабка Дарья) – мать Егора.
- Кузнецова Наталья – жена Егора, трудолюбивая и горячая нравом женщина.
- Кузнецов Петр (Петрован) – сын Егора и Натальи.
- Кузнецов Василий (Васька) – сын Егора и Натальи, тихий, скромный, трудолюбивый и смелый  парень, стремится к учебе.
- Кузнецова Настя – дочь Егора и Натальи.
- Кузнецов Алексей – сын Егора и Натальи, рожденный уже на Амуре.
- Кузнецов Федор (Федюшка) – младший брат Егора, позднее муж Шишкиной Татьяны.
- Барабанов Федор – переселенец из Пермской губернии, хитроватый, острый на язык мужик.
- Барабанова Агафья – жена Федора, завистливая, грубая, жесткая, но бойкая и трудолюбивая женщина.
- Барабанов Санка – сын Федора.
- Барабанов Мишка – младший сын Федора.
- Бормотов Пахом – переселенец из Пермской губернии, грубый, крикливый и властный в своей семье мужик.
- Бормотова Аксинья – жена Пахома.
- Бормотов Илья – сын Пахома, в детстве озорной, во взрослой жизни молчаливый, стеснительный, но смелый и трудолюбивый парень, находится под влиянием отца.
- Бормотова Авдотья – дочь Пахома, смелая и бесстрашная девушка.
- Бормотов Тереха – брат Пахома, находится под его влиянием, живет с ним в одном доме.
- Бормотова Татьяна – дочь Ильи и Дуняши.
- Бормотов Семен – сын Ильи и Дуняши.
- Бормотов Павел – сын Ильи и Дуняши (рожденный от Кузнецова Василия).
- Силин Тимофей (Тимоха) – переселенец из Пермской губернии.
- Силина Фекла – жена Тимохи.
- Силин Андрей – сын Тимохи.
- Бердышов Иван Карпович – главный герой, переселенец  из Забайкалья, случайно обосновавшийся на Амуре; сильный, смелый, хитрый, волевой; охотник, торговец, мечтающий разбогатеть; позднее – крупный торговец.
- Анга (Анна) – гольдка, жена Ивана Бердышова, в прошлом шаманка.
- Бердышова Таня – дочь Ивана и Анги.
- Яков – бывший каторжник, работник Барабановых.
- Агафон – бывший каторжник, работник Барабановых.
- Авраамий – бывший каторжник, работник Барабановых.
- Ольга – каторжанка, «выкупленная» Барабановыми, их работница.
- Володька – китаец, работник в доме Сашки-китайца, политический преступник, беглец, скрывающийся на Амуре.
- Николай – китаец, работник в доме Сашки-китайца, политический преступник, беглец, скрывающийся на Амуре.
- Пак Николай – кореец, староста села Уральского.

село Тамбовка:
- Шишкин Родион (Родька) – житель села Тамбовка, переселенец из Тамбовской губернии, лучший охотник в деревне, староста.
- Петровна – жена Родиона.
- Шишкин Митька – сын Родиона.
- Шишкин Сильвестр – брат Родиона, житель села Тамбовка.
- Шишкин Спиридон (Спирька, Лосиная смерть) – брат Родиона, житель села Тамбовка, лучший охотник на Амуре.
- Шишкина Арина – жена Спиридона.
- Шишкина Татьяна – дочь Спиридона, позднее – жена Федора Кузнецова.
- Шишкина Дуня (Дуняша) – дочь Спиридона, позднее – жена Ильи Бормотова, первая красавица на Амуре, имеющая множество поклонников.
- Овчинников Сашка – житель села Тамбовка, богач.
- Овчинников Митя – сын Сашки Овчинникова.
- Овчинников Терешка –  сын Сашки Овчинникова.
- Овчинников Котяй – житель села Тамбовка, позднее переселился в деревню Утес, младший брат Сашки.
- Дюка – гольд, житель села Тамбовка.
- Козлиха – жительница Тамбовки, местная лекарка.

стойбище Бельго:
- Удога (Григорий Иванович) – житель стойбища Бельго, отец Анги; в молодости был проводником у русских моряков, исследовавших Амур.
- Айога – молодая жена Удоги, мачеха Анги.
- Охэ – маленький сын Удоги и Айоги.
- Савоська – брат Удоги; в молодости был проводником у Невельского Г.И., адмирала, исследователя Дальнего Востока, основателя г. Николаевска.
- Кальдука (Маленький) – житель стойбища Бельго, бедняк и вечный нахлебник Удоги, отец  Дельдики, Талаки и Исенки.
- Майога – жена Кальдуки.
- Уму – мать Кальдуки, живущая с ним.
- Дельдика – дочь Кальдуки, позднее жена Айдамбо, красивая гольдка, имеющая множество поклонников среди мужчин-гольдов.
- Исенка – косая некрасивая дочь Кальдуки, позднее – жена Денгуры.
- Талака – дочь Кальдуки.
- Одака – вдовая невестка Кальдуки, некрасивая, полная, вредная, но молчаливая и терпеливая женщина, живущая в доме Кальдуки, позднее – жена Сашки-китайца.
- Хогота – житель стойбища Бельго, старик-отец Гапчи.
- Гапчи – житель стойбища Бельго, укравший жену у Денгуры, зачинщик вражды между жителями Бельго и Мылок.
- Тадяна – жена Гапчи, бывшая жена Денгуры.
- Чумбока – житель стойбища Бельго.
- Ногдима – житель стойбища Бельго.
- Бата – горбатый старик, житель стойбища Бельго.
- Бали – слепой старик, житель стойбища Бельго.
- Пагода – житель стойбища Бельго.
- Гао Да-пу (Ванька Гао Да-пу, Иван Иванович) – китаец, житель Бельго, богач, хозяин торговой лавки; хитрый и ловкий торговец.
- Гао Да-лян (Василий, Васька) – брат и помощник торговца Гао Да-пу, толстый и неопрятный.
- Гао-младший (Миша) – младший брат и помощник торговца Гао Да-пу, юный щеголь.
- Шин – китаец, работник в лавке Гао Да-пу.
- Сашка-китаец  (Камбала) – китаец, житель Бельго, работник в лавке Гао Да-пу; позднее – житель села Уральского и приемный сын Егора; политический преступник, находящийся в розыске в Китае.

стойбище Мылки:
- Денгура – житель стойбища Мылки, старик, бывший старшина рода, зажиточный деревенский торговец.
- Писотька Бельды – житель стойбища Мылки, местный богач.
- Дандачуй (Данда) – сын Писотьки (рожденный от маньчжура); ведет все торговые дела Писотьки; смелый, дерзкий, мстительный и жестокий.
- Улугу (Улугушка) – житель стойбища Мылки.
- Гохча – жена Улугу.
- Покпа – житель стойбища Мылки, отец Айдамбо, с трудом принимает «новую» жизнь, принесенную русскими переселенцами.
- Айдамбо (Алексей) – сын Покпы, после крещения – Алексей, муж Дельдики; позднее – поп.
- Туку – житель стойбища Мылки.
- Поп (отец Игнат) – хитроватый поп.

другие селения:
- Мргхт (Петька) – гиляк, живущий в стойбище на одной из рек в низовье Амура.
- Юкану – гольд, житель села Кондон, торговец товаром Бердышева.
- Василий Диггар – гольд, брат Юкану, житель села Кондон.
- Дыген – маньчжур; приезжий торговец, обманщик и вредитель, держащий в страхе гольдов.
- Синдан – полуманьчжур, полукитаец, торговец на реке Горюн, жесткий и жестокий человек.
- Ван – китаец, приказчик в лавке Синдана в деревне Ноан.
- Ванька Галдафу – торговец с реки Хунгари.
- Ченза – торговец с реки Хунгари.
- Ян Суй – торговец, брат Чензы.
- Ян Гуэй – торговец, брат Чензы.
- Пенза – смелый торговец, брат Яна Суя.
- Чжин – торговец с низовьев Амура.
- У – торговец с озера Болен.

другие персонажи:
- Маркел – забайкальский казак, сплавлявший пермских переселенцев по Амуру на плотах.
- Афанасьев Иннокентий (Кешка) – забайкальский казак, сплавлявший пермских переселенцев по Амуру, позднее – богатый торговец.
- Барсуков Петр Кузьмич (Петрован) – областной чиновник в Хабаровке, ведавший переселенцами.
- Оломов – софийский исправник, позднее – высокий чиновник, полковник полиции.
- Сукнов Андрей – солдат, ухажер Авдотьи Бормотовой; позднее служил на телеграфном станке в стойбище Экки; позднее – унтер-офицер.
- Терентьев Лешка – солдат на постройке церкви.
- Вихлянцев Сергей – телеграфист в стойбище Экки.
- Ольга – дочь телеграфиста, невеста Петра Кузнецова.
- Максимов Александр Николаевич  – начальник экспедиции, ученый-географ из Петербурга, офицер.
- Дубков Иван Иванович – доктор из экспедиции Максимова.
- Телятев – становой пристав, переведенный из Петербурга, позднее – начальник окружного управления полиции; взяточник.
- Барон Корф Андрей Николаевич – генерал-губернатор.
- Генерал Соколов – генерал, проезжавший через Уральское с женой.
- Попов – урядник, полицейский офицер, хитрый и трусоватый.
- Пехотный поручик – пехотный поручик из Москвы, направленный в Приамурье для дальнейшего прохождения службы.
- Складковский – начальник округа в Николаевске, шурин Барсукова.
- Левашов – уполномоченный золотопромышленной компании.
- Бенерцаки – грек; банкир, миллионер, владелец приисков в Сибири и на Дальнем Востоке.
- Гинсбург – золотопромышленник.
- Ибалка – гиляк, брат Мгрхт, полицейский в городе Николаевске.
- Терентий Ксенофонтович – капитан теплохода.
- Русанов – полковник, командир подразделения инженерных войск, строивших разные сооружения на берегах Амура, в том числе телеграф от Николаевска до Хабаровки.

прииск:
- Тихомиров Иван Федосеевич (Федосеич) – матрос первой статьи в отставке, ныне бакенщик, вдовец, пьяница, живущий в тайге, отец Кати.
- Катя – дочь Федосеича, позднее - жена Васьки Кузнецова.
- Студент (Алексей Корягин) – старатель на золотом прииске, революционно настроенный студент из Петербурга, приверженец социализма; племянник Благовещенского губернатора.
- Советник (Очкастый) – старатель на золотом прииске, бывший статский советник, разжалованный и уволенный со службы без пенсии, доносчик.
- Голованов (Дядя) – проворовавшийся управитель частных приисков на реке Лене; представлялся бывшим президентом прииска на реке Желтуге, сообщник Советника.
- Жеребцов Никита – житель  деревни Утес, хитрый и жадный торговец.
- Гаврюша – часовой на подступах к прииску выше по течению.
- Малай – часовой на подступах к прииску выше по течению, товарищ Гаврюши.
- Макар – часовой на подступах к прииску.
- Алешка – часовой на подступах к прииску.
- Городилов Андрей – старатель на золотом прииске, контрабандист, торговец спиртом.
- Гуран – старатель на золотом прииске, назначенный полицейским вместе с Сашкой-китайцем.
- Сапогов – старатель на золотом прииске, переселенец из Воронежской губернии.
- Налим – старатель на золотом прииске, бывший работник Бердышева на Сахалине.
- Полоз – старатель на золотом прииске, сторонник анархии.
- Кораблев – сектант, старатель на золотом прииске.
- Ломов Порфирий – старатель на золотом прииске.
- Ломов Тимофей – старатель на золотом прииске.
- Ломов Лука – старатель на золотом прииске.
- Ломов Кузьма – старатель на золотом прииске.
- Ксеня – старатель на золотом прииске, жена одного из Ломовых, сплетница.
- Анфиса – старатель на золотом прииске, бывшая работница публичного дома в Перми, находится в розыске, пьяница и развратница.
- Анна – старатель на золотом прииске, бывшая работница публичного дома в Перми, находится в розыске, пьяница и развратница.
- Мастер – еврей, торговец часами, старатель на золотом прииске.
- Фын – старатель на золотом прииске.
- Чилимсик – чуваш, старатель на золотом прииске.
- Лян – китаец, старатель на золотом прииске.
- Тонкой - старатель на золотом прииске.

## Правительственная награда
В 1952 году роман был отмечен Сталинской премией.